# Pochwiak myszaty

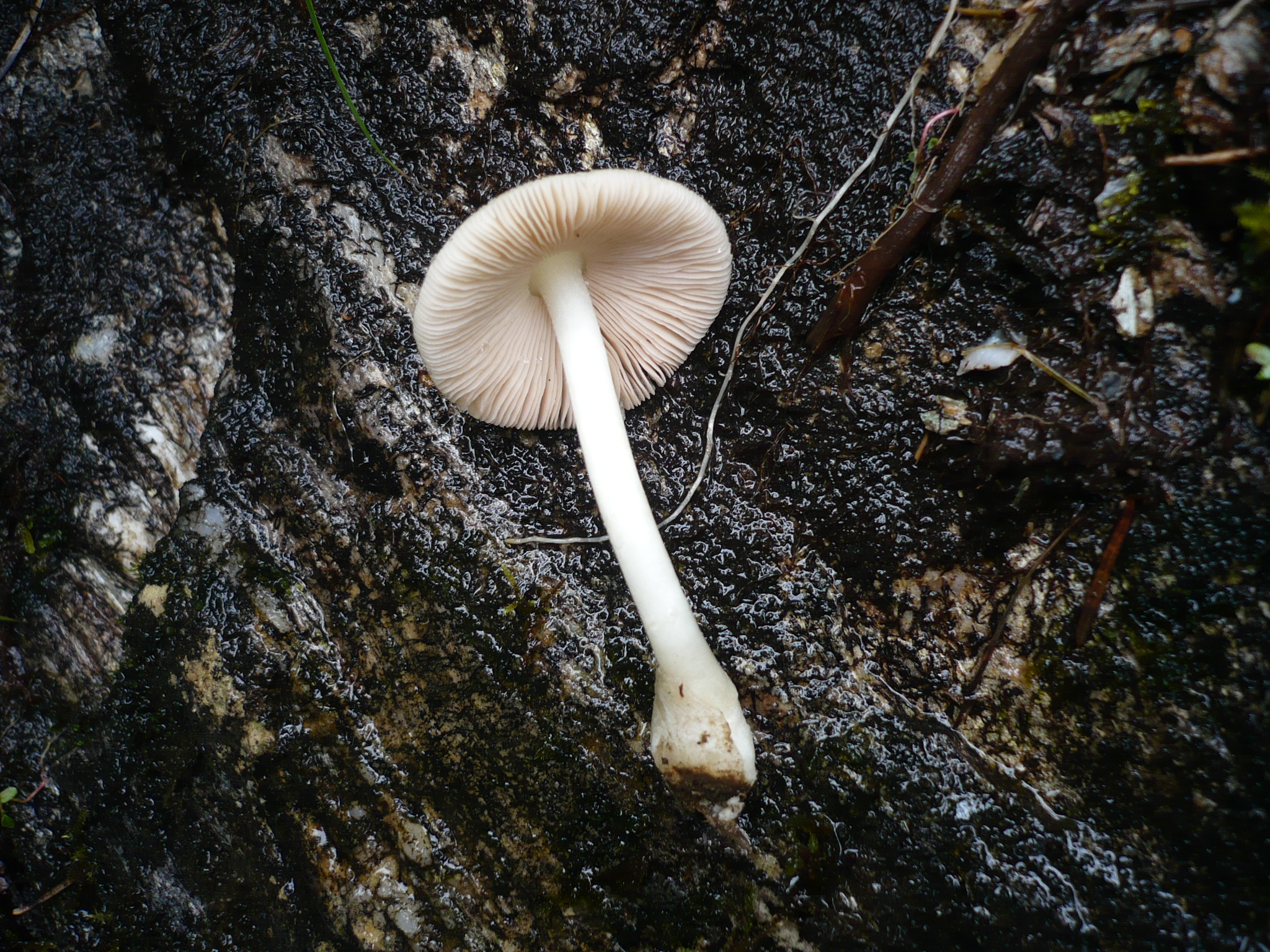

Pochwiak myszaty (Volvariella murinella (Quél.) M.M. Moser ex Dennis, P.D. Orton & Hora) – gatunek grzybów z rodziny łuskowcowatych (Pluteaceae).

## Systematyka i nazewnictwo
Pozycja w klasyfikacji według Index Fungorum: Volvariella, Pluteaceae, Agaricales, Agaricomycetidae, Agaricomycetes, Agaricomycotina, Basidiomycota, Fungi.
Po raz pierwszy opisał go w 1883 r. Lucien Quélet, nadając mu nazwę Volvaria murinella. Obecną nazwę naukową nadali mu w 1960 r. Meinhard Moser, Richard William George Dennis, Peter Darbishire Orton i Frederick Bayard Hora. Synonimy:
- Volvaria murinella Quél. 1883
- Volvariella murinella (Quél.) M.M. Moser 1953

Alina Skirgiełło w 1983 r. nadała polską nazwę pochwiak myszowaty, Władysław Wojewoda w 2003 r. zmienił ją na pochwiak myszaty.

## Morfologia
Kapelusz
Średnica 2–5,5 cm, początkowo tępostożkowaty, potem stopniowo wypłaszczający się, na koniec płaskowypukły, zwykle z małym uwypukleniem na środku. Powierzchnia początkowo biała, nieco różowawa na środku, błyszcząca z promieniście ułożonymi włókienkami o końcach łuseczkowatych i odstających.
Blaszki
Gęste z blaszeczkami, cienkie, wolne, początkowo białe, potem różowe, brzuchate. Ostrza jaśniejsze.
Trzon
Wysokość 1,5–7 cm, grubość 0,3–0,6 cm, walcowaty, u podstawy rozszerzony do 1 cm, kruchy, wewnątrz włóknisty. U młodych okazów powierzchnia całkowicie omszona, potem w dolnej części gładka, błyszcząca, biaława. Pochwa wysoka, błoniasta, workowata, cienka, na zewnętrznej stronie omszona.
Miąższ
Dość cienki, w kapeluszu biały do jasnoszarego, w trzonie żółtoochrowy o aromatycznym, ziołowym zapachu i niezbyt przyjemnym smaku.
Cechy mikroskopowe
Zarodniki 5,5–7,5(–8,5) x 3–4,5 µm, elipsoidalne lub nieco cylindryczne. Cheilocystydy i pleurocystydy 40–100 × 10–30(–50) µm, maczugowate, workowate lub butelkowate. W skórce kapelusza strzępki złożone z krótkich komórek o szerokości 10–30 µm z wewnętrznym, szarobrązowym pigmentem. Strzępki na szczycie łuseczek i kosmków cieńsze, o cylindrycznych komórkach mających długość do 230 µm.
Gatunki podobne
Charakterystycznymi cechami pochwiaka myszatego są: niewielkie rozmiary, szarawy kapelusz i pochwa oraz stosunkowo długie zarodniki. Podobny pochwiak karłowaty (Volvariella pusilla) jest dużo mniejszy, i ma szeroko elipsoidalne owocniki. Okazy pochwiaka myszatego o białej barwie mogą być mylone z pochwiakiem drobnym (Volvariella hypopithys), ale odróżnia się on całkowicie omszonym trzonem i drobniejszymi rozmiarami.

## Występowanie i siedlisko
Występuje w Ameryce Północnej, Europie i Azji. Najwięcej stanowisk podano w Europie. W Polsce W. Wojewoda w 2003 r. przytoczył kilkanaście stanowisk, w późniejszych latach podano wiele następnych. Aktualne stanowiska podaje także internetowy atlas grzybów. Znajduje się w nim na liście gatunków grzybów chronionych i zagrożonych.
Naziemny grzyb saprotroficzny. Rośnie w lasach liściastych, na polanach, pastwiskach, przy drogach.